# Chinesischer Restsatz
Chinesischer Restsatz (auch chinesischer Restklassensatz genannt) ist der Name mehrerer ähnlicher Theoreme der abstrakten Algebra und Zahlentheorie.

## Simultane Kongruenzen ganzer Zahlen
Eine simultane Kongruenz ganzer Zahlen ist ein System von linearen Kongruenzen
{\displaystyle {\begin{matrix}x&\equiv &a_{1}&{\pmod {m_{1}}}\\x&\equiv &a_{2}&{\pmod {m_{2}}}\\&\vdots &&\\x&\equiv &a_{n}&{\pmod {m_{n}}}\\\end{matrix}}}
für die alle {\displaystyle x} bestimmt werden sollen, die sämtliche Kongruenzen gleichzeitig lösen. Wenn eine Lösung {\displaystyle x_{0}} existiert, dann sind mit {\displaystyle M:=\operatorname {kgV} (m_{1},m_{2},m_{3},\ldots ,m_{n})} die Zahlen {\displaystyle x_{0}+kM\ (k\in \mathbb {Z} )} genau alle Lösungen, wobei {\displaystyle \operatorname {kgV} } für das kleinste gemeinsame Vielfache steht. Es kann aber auch sein, dass es gar keine Lösung gibt.

### Teilerfremde Moduln

#### Herleitung
Die Originalform des chinesischen Restsatzes stammt aus dem Buch Sūn Zǐ Suànjīng (chinesisch 孫子算經 / 孙子算经 – „Sun Zis Handbuch der Arithmetik“) des chinesischen Mathematikers Sun Zi (vermutlich 3. Jh.) und wurde 1247 von Qin Jiushaos Shùshū Jiǔzhāng (數書九章 / 数书九章 – „Mathematische Abhandlung in neun Kapiteln“) wiederveröffentlicht. Der Satz trifft eine Aussage über simultane Kongruenzen für den Fall, dass die Moduln teilerfremd sind. Sie lautet:
Sind {\displaystyle m_{1},\ldots ,m_{n}} paarweise teilerfremde natürliche Zahlen, dann existiert für jedes Tupel ganzer Zahlen {\displaystyle a_{1},\ldots ,a_{n}} eine ganze Zahl {\displaystyle x}, die die folgende simultane Kongruenz erfüllt:
{\displaystyle x\equiv a_{i}\mod m_{i}} für {\displaystyle i=1,\ldots ,n}
Alle Lösungen dieser Kongruenz sind kongruent modulo {\displaystyle M:=m_{1}m_{2}m_{3}\ldots m_{n}}.
Das Produkt {\displaystyle M} stimmt hier wegen der Teilerfremdheit mit dem {\displaystyle \operatorname {kgV} } überein.

#### Finden einer Lösung
Eine Lösung {\displaystyle x} kann wie folgt ermittelt werden: Für jedes {\displaystyle i} sind die Zahlen {\displaystyle m_{i}} und {\displaystyle M_{i}:=M/m_{i}} teilerfremd, also kann man z. B. mit dem erweiterten euklidischen Algorithmus zwei ganze Zahlen {\displaystyle r_{i}} und {\displaystyle s_{i}} finden, so dass:
{\displaystyle r_{i}\cdot m_{i}+s_{i}\cdot M_{i}=1}.
Setze {\displaystyle e_{i}:=s_{i}\cdot M_{i}}, dann gilt:
{\displaystyle {\begin{aligned}e_{i}&\equiv 1{\pmod {m_{i}}}\\e_{i}&\equiv 0{\pmod {m_{j}}},\ j\neq i\end{aligned}}}.
Die Zahl
{\displaystyle x:=\sum _{i=1}^{n}a_{i}e_{i}}
ist dann eine Lösung der simultanen Kongruenz.

#### Beispiel
Gesucht sei eine ganze Zahl {\displaystyle x} mit der Eigenschaft
{\displaystyle {\begin{matrix}x&\equiv &2&{\pmod {3}}\\x&\equiv &3&{\pmod {4}}\\x&\equiv &2&{\pmod {5}}\\\end{matrix}}}
Hier ist {\displaystyle M=3\cdot 4\cdot 5=60,\ M_{1}=M/3=20,\ M_{2}=M/4=15,\ M_{3}=M/5=12}.
Mit Hilfe des erweiterten euklidischen Algorithmus berechnet man
{\displaystyle 7\cdot 3+(-1)\cdot 20=1}, also {\displaystyle e_{1}=-20}
{\displaystyle 4\cdot 4+(-1)\cdot 15=1}, also {\displaystyle e_{2}=-15}
{\displaystyle 5\cdot 5+(-2)\cdot 12=1}, also {\displaystyle e_{3}=-24}
Eine Lösung ist dann {\displaystyle x=2\cdot (-20)+3\cdot (-15)+2\cdot (-24)=-133}. Wegen {\displaystyle -133\equiv 47\mod 60} sind alle anderen Lösungen also kongruent zu 47 modulo 60.

### Allgemeiner Fall
Auch im Fall, dass die Moduln nicht teilerfremd sind, existiert manchmal eine Lösung. Die genaue Bedingung lautet:
Eine Lösung der simultanen Kongruenz existiert genau dann, wenn für alle {\displaystyle i\neq j} gilt:
{\displaystyle a_{i}\equiv a_{j}\mod {}\operatorname {ggT} (m_{i},m_{j})},
wobei {\displaystyle \operatorname {ggT} (m_{i},m_{j})} für den größten gemeinsamen Teiler von {\displaystyle m_{i}} und {\displaystyle m_{j}} steht.
Alle Lösungen sind dann kongruent modulo dem {\displaystyle \operatorname {kgV} } der {\displaystyle m_{i}}.
Eine simultane Kongruenz lässt sich im Falle der Existenz einer Lösung z. B. durch sukzessive Substitution lösen, auch wenn die Moduln nicht teilerfremd sind.

#### Beispiel
Ein klassisches Rätsel besteht darin, die kleinste natürliche Zahl zu finden, die bei Division durch 2, 3, 4, 5 und 6 jeweils den Rest 1 lässt, und durch 7 teilbar ist. Gesucht ist also die kleinste positive Lösung {\displaystyle x} der simultanen Kongruenz
{\displaystyle {\begin{matrix}x&\equiv &1&\mod 2\\x&\equiv &1&\mod 3\\x&\equiv &1&\mod 4\\x&\equiv &1&\mod 5\\x&\equiv &1&\mod 6\\x&\equiv &0&\mod 7\\\end{matrix}}}
Da die Moduln nicht teilerfremd sind, kann man nicht direkt den chinesischen Restsatz (mit Lösungsverfahren) anwenden.
Man kann aber die ersten fünf Bedingungen zusammenfassen zu {\displaystyle x\equiv 1\mod \operatorname {kgV} (2,3,4,5,6)}, d. h. zu finden ist eine Lösung von
{\displaystyle {\begin{matrix}x&\equiv &1&\mod 60\\x&\equiv &0&\mod 7\\\end{matrix}}}
Dieses Kongruenzsystem ist nun mit dem chinesischen Restsatz lösbar. Die Lösungen sind kongruent zu 301 modulo 420.

## Direktes Lösen von simultanen Kongruenzen ganzer Zahlen
Gegeben sind die beiden simultanen Kongruenzen:
{\displaystyle {\begin{matrix}x&\equiv &a&{\pmod {n}}\\x&\equiv &b&{\pmod {m}}\\\end{matrix}}}
Wenn diese lösbar sind, das heißt {\displaystyle a\equiv b{\pmod {d}}}, so sind sie äquivalent mit der einfachen Kongruenz:
{\displaystyle {\begin{matrix}x&\equiv &a-yn{\frac {a-b}{d}}&{\pmod {\frac {nm}{d}}}\\\end{matrix}}}
mit
{\displaystyle d=\operatorname {ggT} (n,m)=yn+zm}.
Dieses funktioniert auch mit nicht teilerfremden Zahlen n und m und stellt somit eine deutliche Erleichterung bei dem Lösen von simultanen Kongruenzen dar.
Ein System aus Kongruenzen lässt sich durch wiederholtes Anwenden dieser Vereinfachung lösen.

## Aussage für Hauptidealringe
Sei {\displaystyle R} ein Hauptidealring, dann lautet der chinesische Restsatz für {\displaystyle R} wie folgt:
Sind {\displaystyle m_{1},\ldots ,m_{n}} paarweise teilerfremd und {\displaystyle m} ihr Produkt, dann ist der Faktorring {\displaystyle R/mR} isomorph zum Produktring {\displaystyle R/m_{1}R\times \cdots \times R/m_{n}R} durch den Isomorphismus
{\displaystyle {\begin{matrix}f:&R/mR&\to &R/m_{1}R\times \cdots \times R/m_{n}R\\&x+mR&\mapsto &(x+m_{1}R,\ldots ,x+m_{n}R)\end{matrix}}}

## Aussage für allgemeine Ringe
Eine der allgemeinsten Formen des chinesischen Restsatzes ist eine Formulierung für einen beliebigen Ring {\displaystyle R} (mit Einselement).
Sind {\displaystyle I_{1},\ldots ,I_{n}} (beidseitige) Ideale, so dass {\displaystyle I_{i}+I_{j}=R} für {\displaystyle i\neq j} (man nennt die Ideale dann teilerfremd oder coprim), und sei {\displaystyle I} der Durchschnitt der Ideale, dann ist der Faktorring {\displaystyle R/I} isomorph zum Produktring
{\displaystyle R/I_{1}\times \cdots \times R/I_{n}} durch den Isomorphismus
{\displaystyle {\begin{matrix}f:&R/I&\to &R/I_{1}\times \cdots \times R/I_{n}\\&x+I&\mapsto &(x+I_{1},\ldots ,x+I_{n}).\end{matrix}}}
({\displaystyle I} ist auch gleich dem Produkt der {\displaystyle I_{j}}, falls {\displaystyle R} ein kommutativer Ring ist.)
Diese Aussage lässt sich wie folgt beweisen: {\displaystyle f} ist ein Ringhomomorphismus und {\displaystyle f} ist genau dann ein Isomorphismus, wenn {\displaystyle f\otimes _{R}\operatorname {id} _{R_{\mathfrak {p}}}}ein Isomorphismus ist für alle Primideale {\displaystyle {\mathfrak {p}}\subseteq R}. Da Lokalisierung mit Durchschnitt und Quotientenbildung verträglich ist, kann man ohne Einschränkung annehmen, dass {\displaystyle R} ein lokaler Ring ist mit einzigem maximalen Ideal {\displaystyle {\mathfrak {m}}}. Wenn {\displaystyle I_{i}\subseteq {\mathfrak {m}}}  und {\displaystyle I_{j}\subseteq {\mathfrak {m}}}, dann ist auch {\displaystyle I_{i}+I_{j}\subseteq m\subsetneq R}. Da jedes Ideal ungleich {\displaystyle R} in dem maximalen Ideal {\displaystyle {\mathfrak {m}}} enthalten sein muss, ist {\displaystyle I_{i}\neq R} für höchstens ein {\displaystyle i}. Wenn alle {\displaystyle I_{i}} gleich dem ganzen Ring {\displaystyle R} sind, dann ist die Aussage wahr, denn dann ist {\displaystyle f\colon \{0\}\to \prod _{i=1}^{n}\{0\}\cong \{0\}} ein Isomorphismus. Sei also ohne Einschränkung {\displaystyle I_{1}} das einzige Ideal {\displaystyle I_{i}}, sodass {\displaystyle I_{i}\neq R}.
Es ist {\displaystyle I_{1}\cdots I_{r}=I_{1}\cdot R\cdots R=I_{1}=I} und außerdem
{\displaystyle R/I=R/I_{1}\cong R/I_{1}\times \{0\}\times \dots \times \{0\}=R/I_{i}\times R/R\times \dots \times R/R\cong \prod _{i=1}^{n}R/I_{i}}